# Zulmira Miranda
Zulmira Miranda (Lisboa, 30 de agosto 1897 – 11 de outubro 1963) foi uma cantora e fadista portuguesa.
No final da década de 1920, gravou sete discos pela Odeon, começando pela carreira curta. Em 1929, estreou em discos gravando os fados "Fado Espanhol", de António Menano, e "Quadros Contrariadas", de motivo popular. No mesmo ano, interpretou, em mais seis discos os fados "Por Quê?" de C. N. Paim, "Fado Mau" e "Fado Bom", de Raul Ferrão, e "Fado Anita", entre outros. Lançou o último disco em janeiro de 1930, interpretando o cateretê  "Terra Fluminense" e a canção "Amazonas", ambos de autoria de Henrique Vogeler, Lamartine Babo e J. Menra.
- (1930) Terra Fluminense/Amazonas
- (1929) Fado espanhol/Quadras Contrariadas
- (1929) Por Quê?/A Canção de Portugal
- (1929) Mañana de Niebla/Noite de São João
- (1929) Fado mau/Fado Anita
- (1929) Fado Bom/A Sombra
- (1929) Santo Antoninho/Porque Choras